# Carlos Mario Rodríguez
Carlos Mario Rodríguez Torres (Fonseca, La Guajira, Colombia, 30 de enero de 1995) es un futbolista colombiano. Juega como centrocampista.

## Trayectoria

### Inicios
Realizó todo su proceso deportivo en las Divisiones menores de Millonarios de allí fue cedido al Depor Aguablanca, tras ello regresó al club capitalino llegó a entrenar con el equipo profesional de la mano del entrenador argentino Ricardo Lunari aunque no disputaría ningún partido oficial.

### Atlético
Llegá al equipo caleño cedido desde Millonarios, el 24 de julio de 2013 debuta en el fútbol profesional con el Depor Aguablanca en la Categoría Primera B marcando el gol del empate a dos goles en su visita a Universitario de Popayán. Jugaría 15 partidos donde anotaría sus primeros tres goles como profesional.

### Fortaleza
Tras disvincularse de Millonarios a mediados de julio de 2015 se vuelve nuevo jugador del Fortaleza CEIF de Cota. El 31 de octubre debuta en el empate a cero goles frente a Bogotá FC. Hace su primer doblete 25 de noviembre dándole la victoria a su club 2 a 0 en su visita al Unión Magdalena. En el 2015 asciende con el club de la capital a la Categoría Primera A del fútbol colombiano.
El 7 de julio de 2016 le da la victoria a su club 3-2 sobre Patriotas Boyacá. El 10 de septiembre hace gol para su equipo en la histórica victoria en el Estadio Metropolitano 2 a 1 sobre el Junior de Barranquilla.

### Puebla
El 10 de enero de hace oficial su traspaso al Club Puebla de la Primera División de México. Debuta el 25 de enero en la victoria por la mínima sobre el Atlas de Guadalajara por la Copa México Clausura 2017 jugando los últimos 25 minutos.
Ha pasado por la equidad , atlético Huila, y actualmente está en el Unión Magdalena

## Estadísticas
Actualizado al último partido jugado el 19 de mayo de 2019.
| Atlético · Colombia       | 2ª            | 2013          | 15 | 3  | - | - | - | - | 15 | 3  | 0,2  |  |  |  |  |
| Atlético · Colombia       | Total club    | Total club    | 15 | 3  | 0 | 0 | 0 | 0 | 15 | 3  | 0,2  |  |  |  |  |
| Fortaleza · Colombia      | 2ª            | 2015          | 6  | 2  | - | - | - | - | 6  | 2  | 0,3  |  |  |  |  |
| Fortaleza · Colombia      | 1ª            | 2016          | 32 | 6  | 1 | 0 | - | - | 33 | 6  | 0,18 |  |  |  |  |
| Fortaleza · Colombia      | Total club    | Total club    | 38 | 8  | 1 | 0 | 0 | 0 | 39 | 8  | 0,20 |  |  |  |  |
| Puebla · México           | 1ª            | 2017          | 2  | 0  | 4 | 0 | 0 | 0 | 6  | 0  | 0    |  |  |  |  |
| Puebla · México           | Total club    | Total club    | 2  | 0  | 4 | 0 | 0 | 0 | 6  | 0  | 0,00 |  |  |  |  |
| Fortaleza · Colombia      | 1ª            | 2018          | 5  | 0  | 0 | 0 | - | - | 5  | 0  | 0,0  |  |  |  |  |
| Fortaleza · Colombia      | Total club    | Total club    | 5  | 0  | 0 | 0 | 0 | 0 | 5  | 0  | 0,0  |  |  |  |  |
| Deportivo Cali · Colombia | 1ª            | 2019          | 14 | 2  | 0 | 0 | 1 | 1 | 15 | 3  | 0,14 |  |  |  |  |
| Deportivo Cali · Colombia | Total club    | Total club    | 14 | 2  | 0 | 0 | 0 | 0 | 15 | 3  | 0,14 |  |  |  |  |
| Total carrera             | Total carrera | Total carrera | 74 | 13 | 5 | 0 | 0 | 0 | 80 | 14 | 0,16 |  |  |  |  |
|                           |               |               |    |    |   |   |   |   |    |    |      |  |  |  |  |